# Neonotonia wightii
Neonotonia wightii är en ärtväxtart som först beskrevs av Robert Wight och George Arnott Walker Arnott, och fick sitt nu gällande namn av J.A.Lackey. Neonotonia wightii ingår i släktet Neonotonia och familjen ärtväxter. IUCN kategoriserar arten globalt som livskraftig.

## Underarter
Arten delas in i följande underarter:
- N. w. petitiana
- N. w. pseudojavanica
- N. w. wightii
- N. w. longicauda

## Bildgalleri

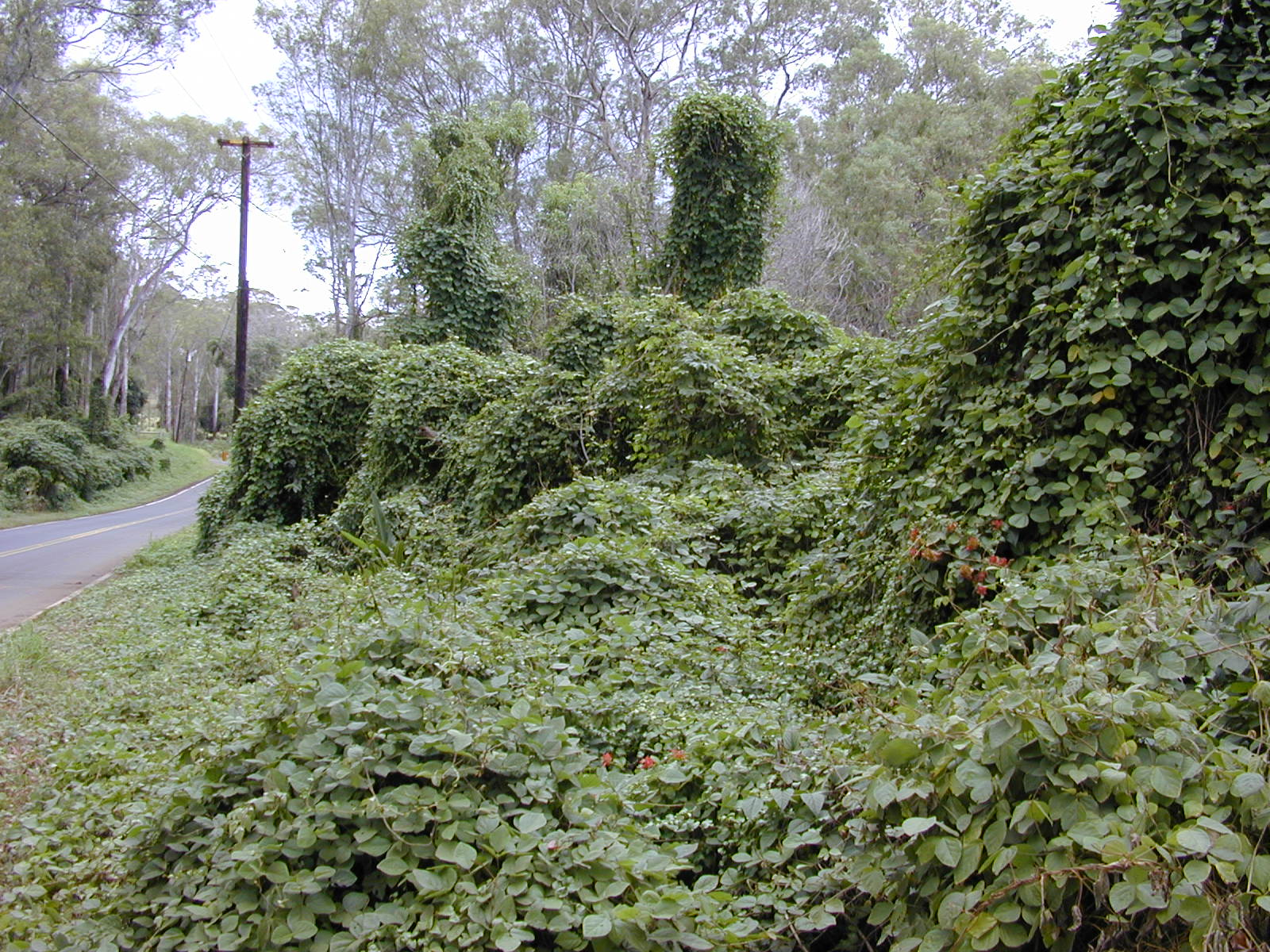
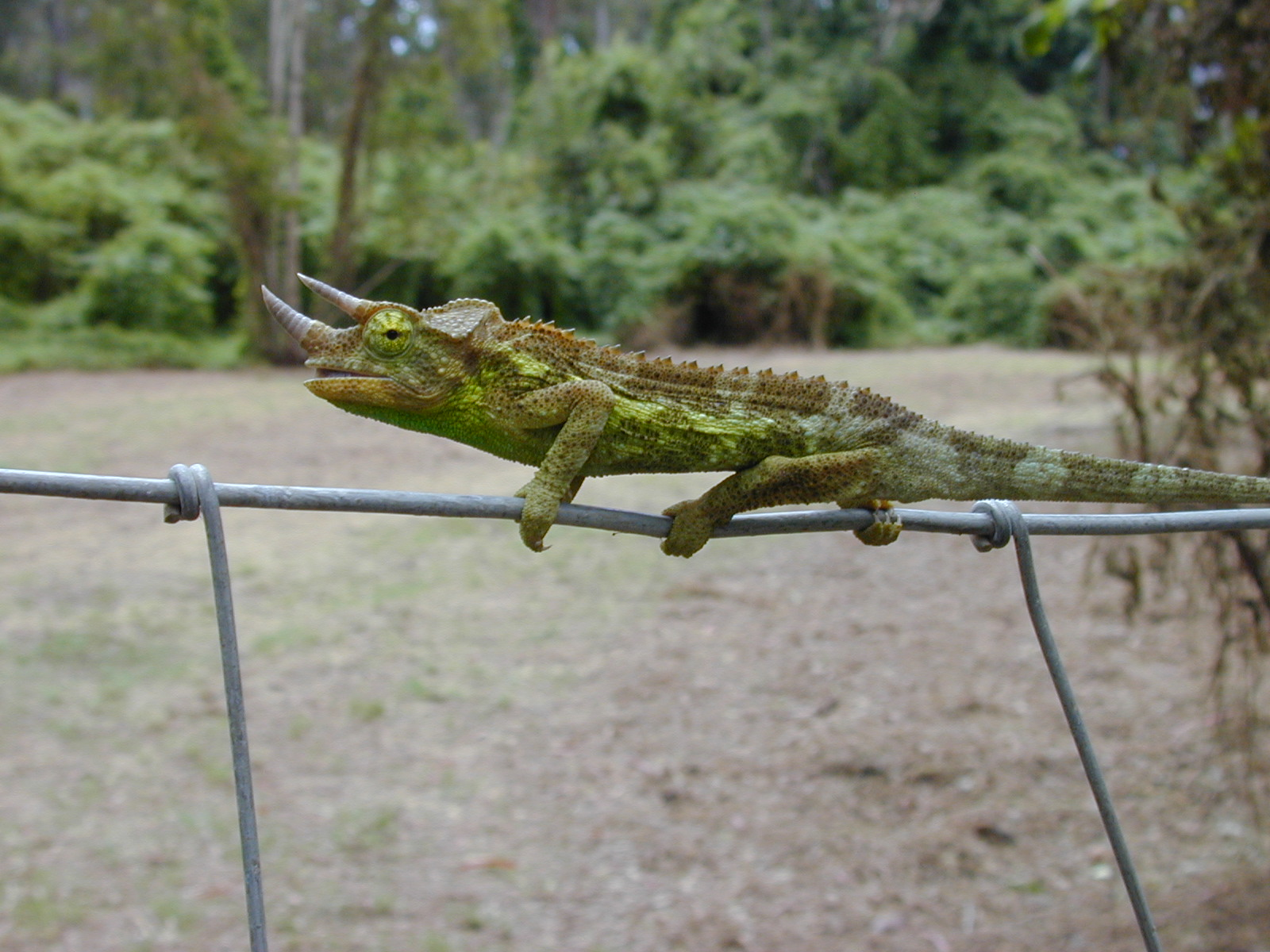
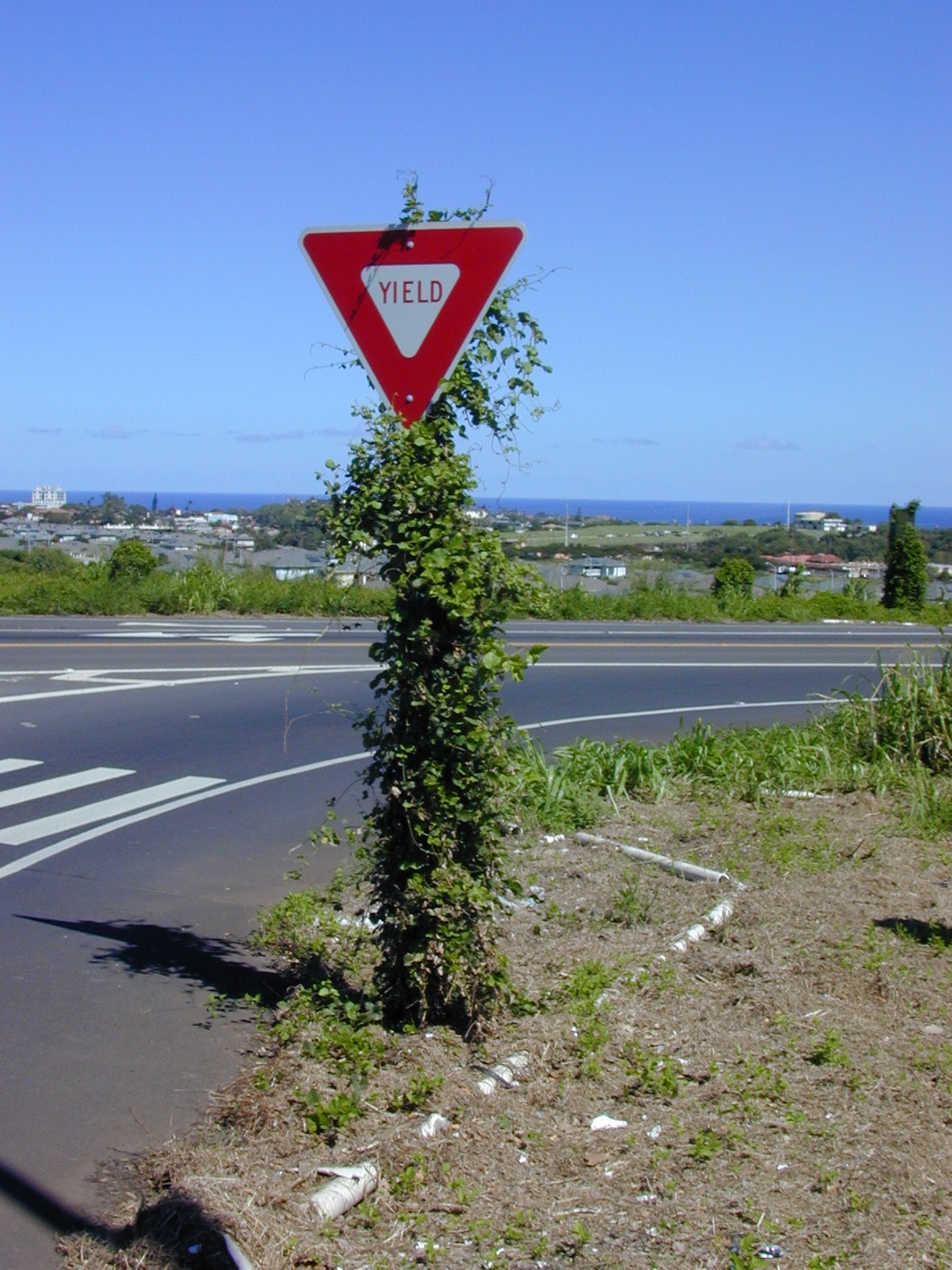
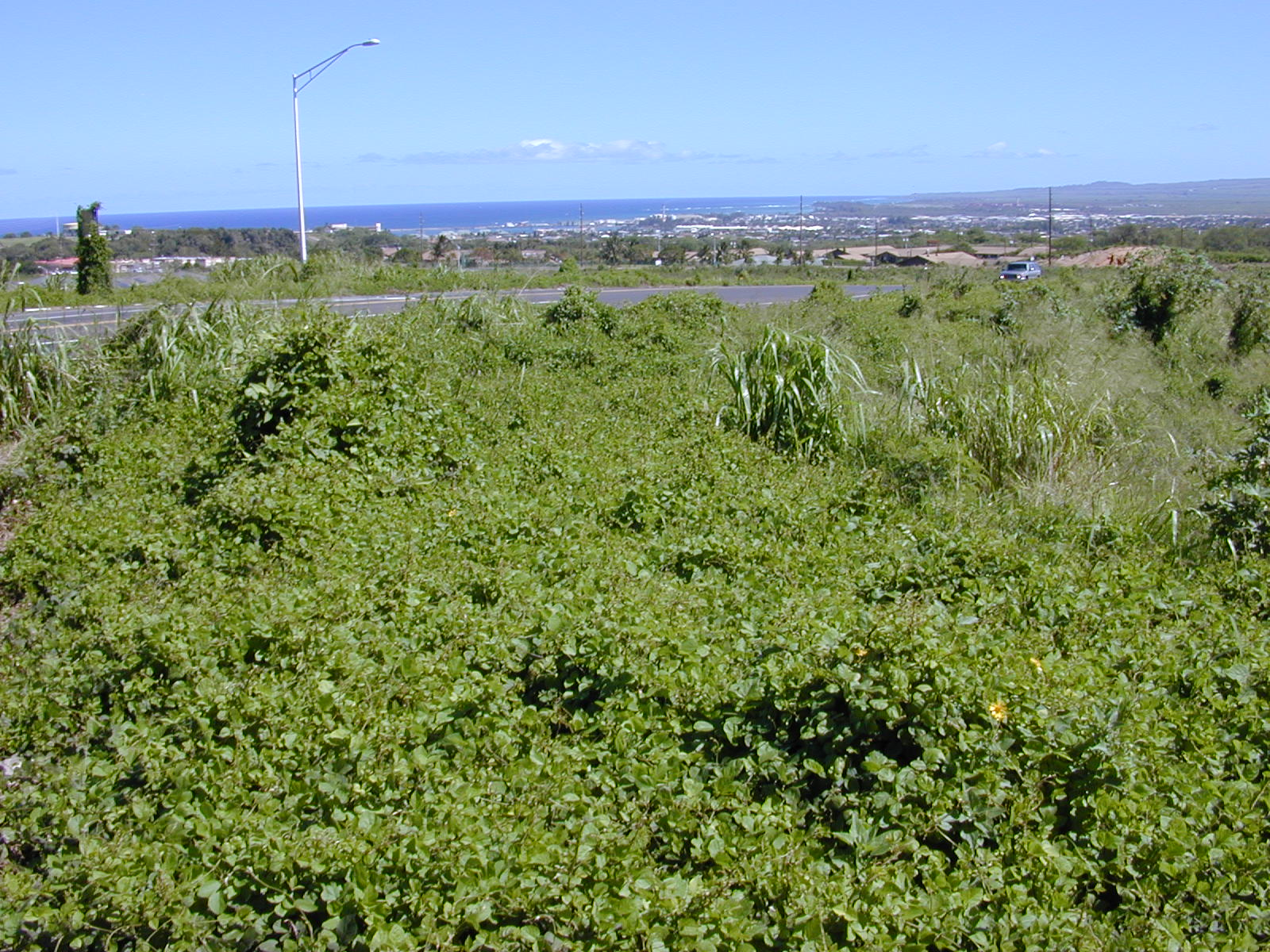
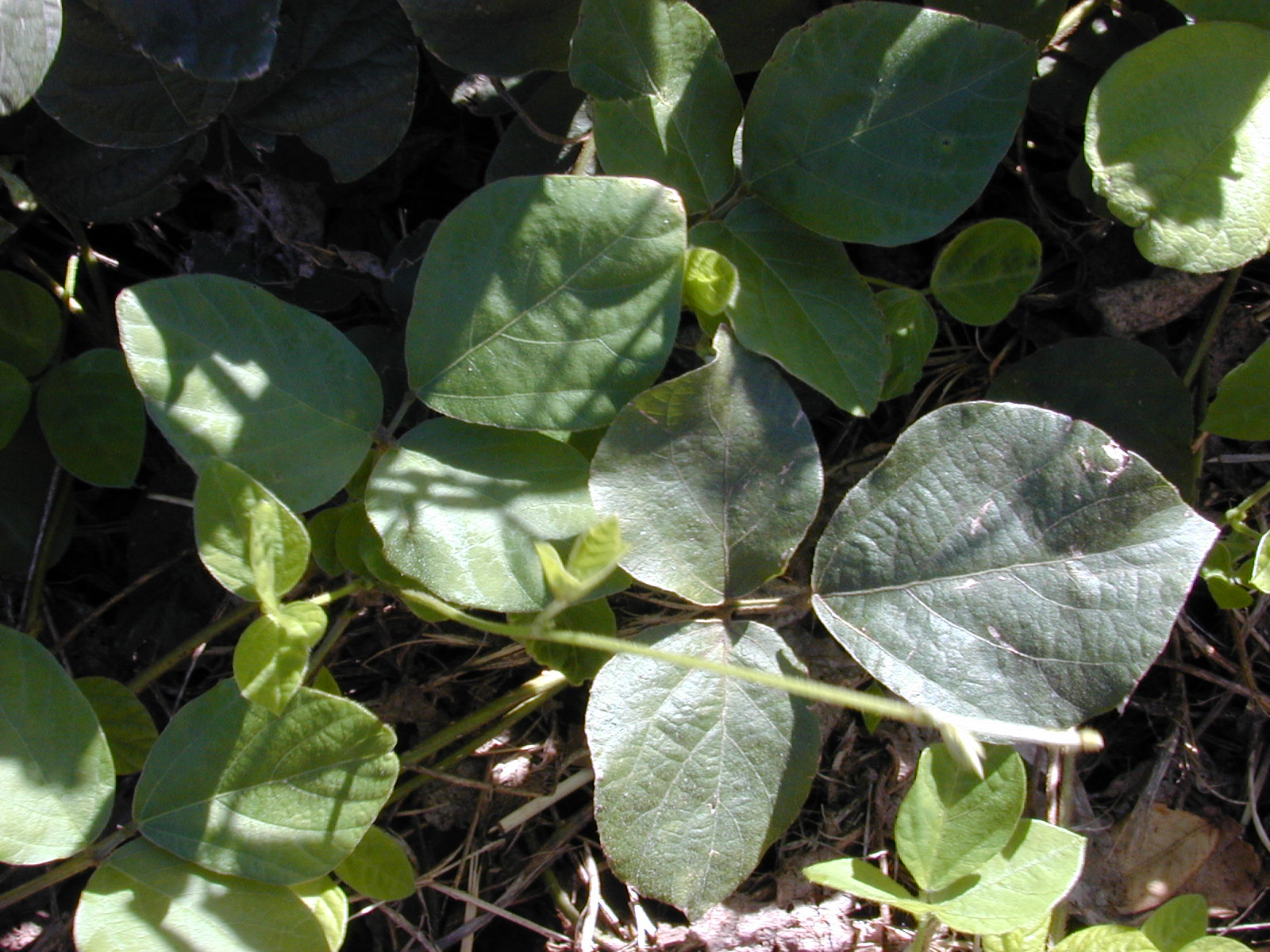